# Орлеу
Орлеу (каз. Өрлеу, до 2014 г. — Россовхоз) — бывшее село в Актюбинской области Казахстана. Находилось в подчинении городской администрации Актобе. В 2018 году стало жилым массивом города Актобе в составе Алматинского административного района. Входило в состав Курайлинского сельского округа. Находится примерно в 6 км к северо-востоку от центра города Актобе. Код КАТО — 151037600.

## Население
В 1999 году население села составляло 945 человек (467 мужчин и 478 женщин). По данным переписи 2009 года в селе проживали 1804 человека (909 мужчин и 895 женщин).